# Pfarrkirche St. Josef (Villach)

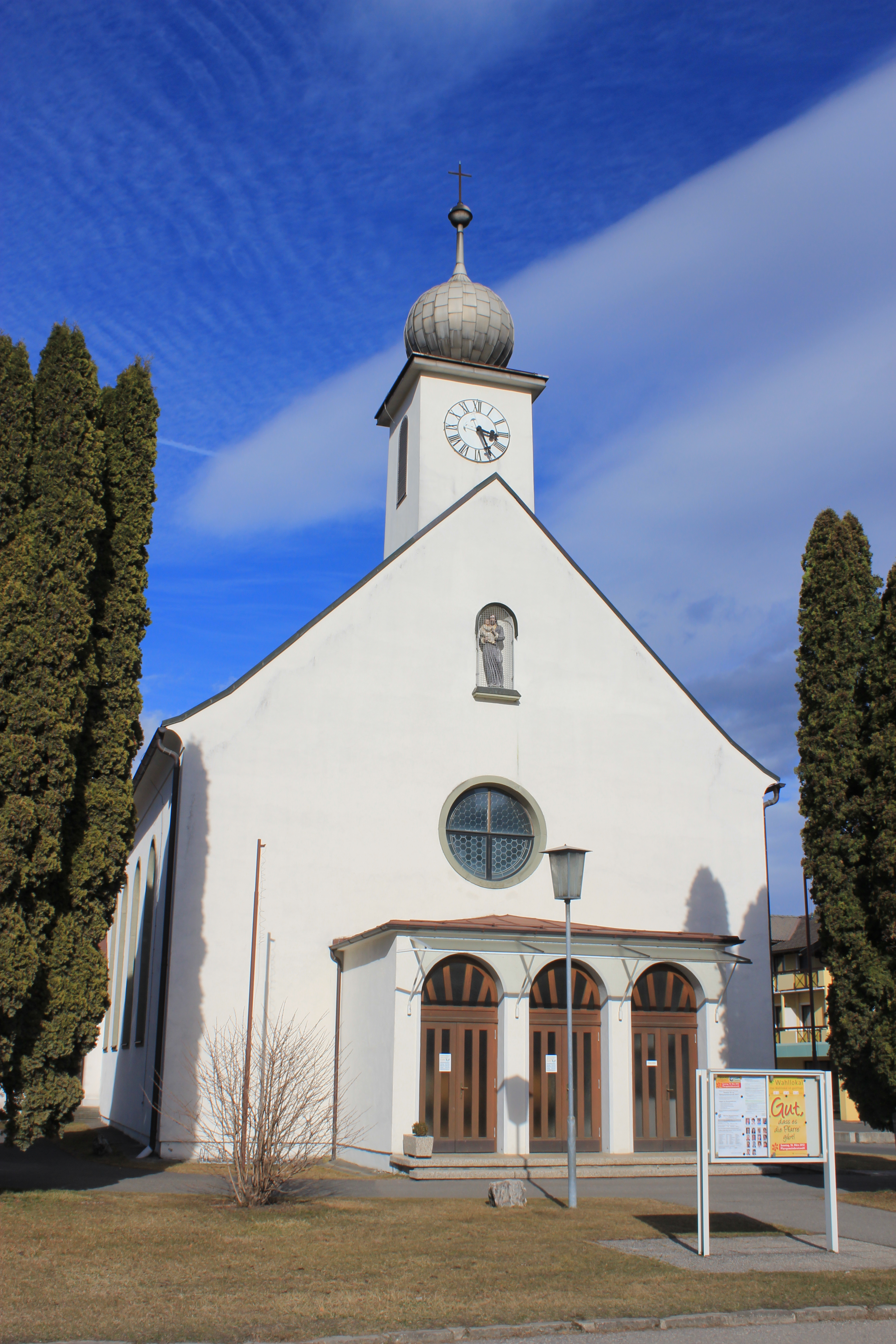
St. Josef (2012)

Die katholische Pfarrkirche St. Josef im Stadtteil Auen in Villach wurde 1948 bis 1951 nach Plänen von Max Wochinz errichtet und 1952 geweiht. Im selben Jahr wurde Auen, das bis 1944 zur Pfarre St. Martin gehörte, eine eigenständige Pfarre.

## Beschreibung
Die Westfassade besitzt ein Rundfenster und darüber eine Nische mit einer Statue des heiligen Josef. Die geschlossene Vorhalle ist mit drei Rundbogentüren versehen. Über dem Satteldach erhebt sich ein Dachreiter mit Zwiebelhelm.
Der Innenraum besteht aus einem einschiffigen Saal mit einer flachen Decke über Betonträgern und einem halbrunden Altarraum.
Die zum Teil barocke Ausstattung stammt aus dem 18. Jahrhundert. Der Hochaltar besteht aus einem Tabernakel und einem darüber angebrachten Kruzifix, flankiert von Engeln. Über den beiden Seitenaltären stehen auf Konsolen die Statuen des heiligen Josef und einer Mondsichelmadonna. In der Vorhalle ist die Statue des Franz von Assisi und unter der Orgelempore eine  Madonna in einer Lourdesgrotte aufgestellt.
Die Orgel mit Rückpositiv fertigte 1987 die Firma Novak.

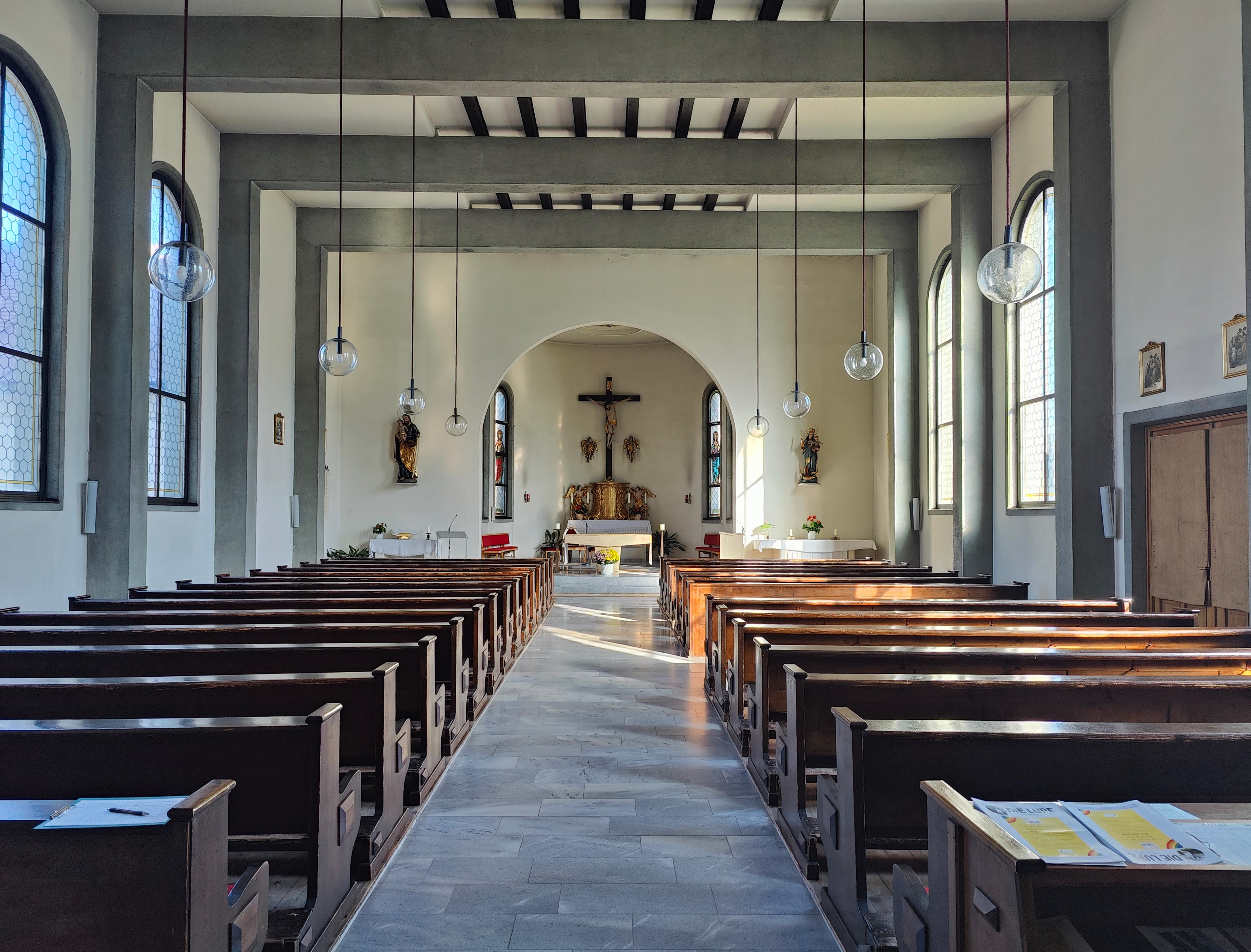
Kircheninneres
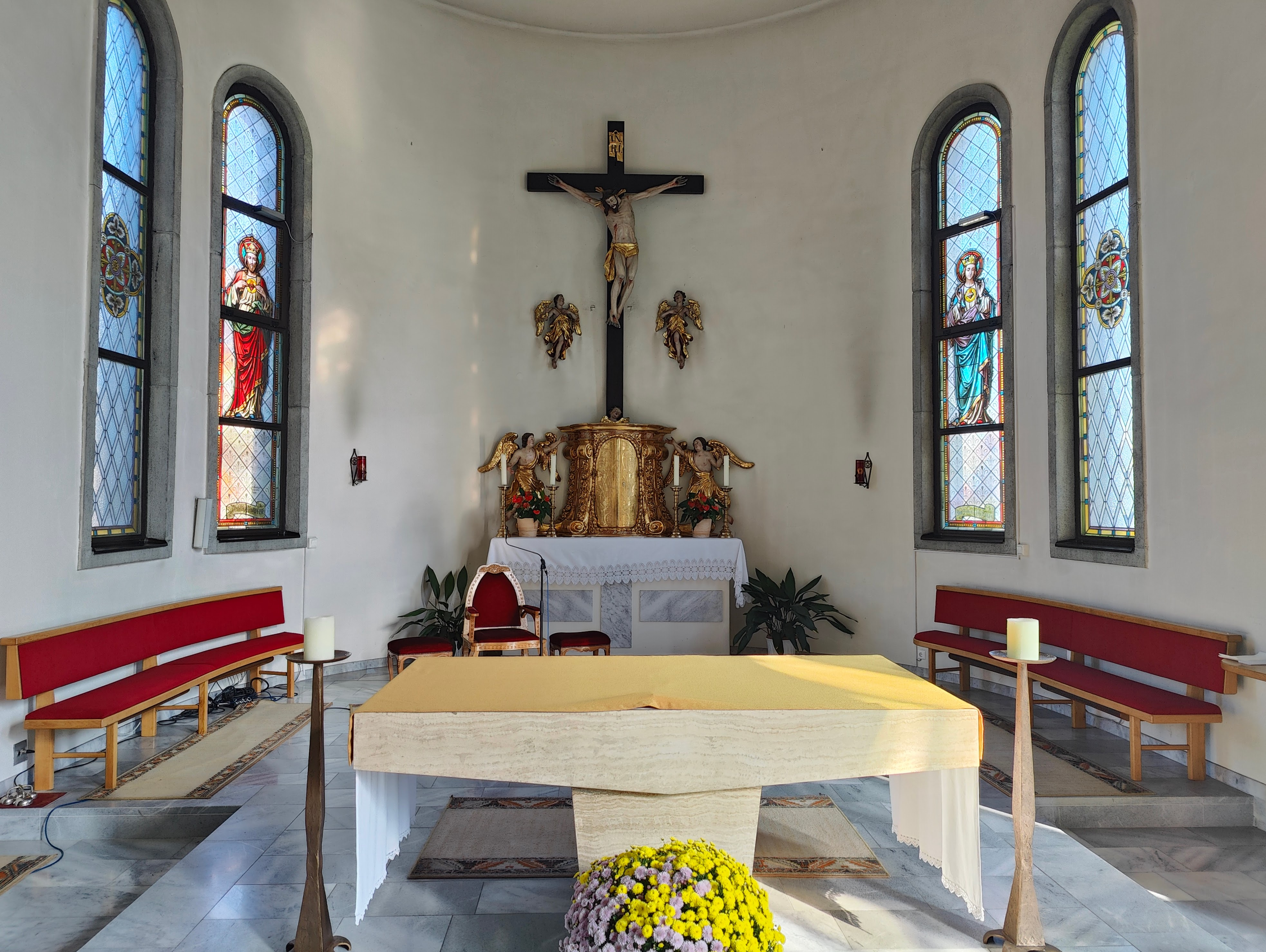
Altar
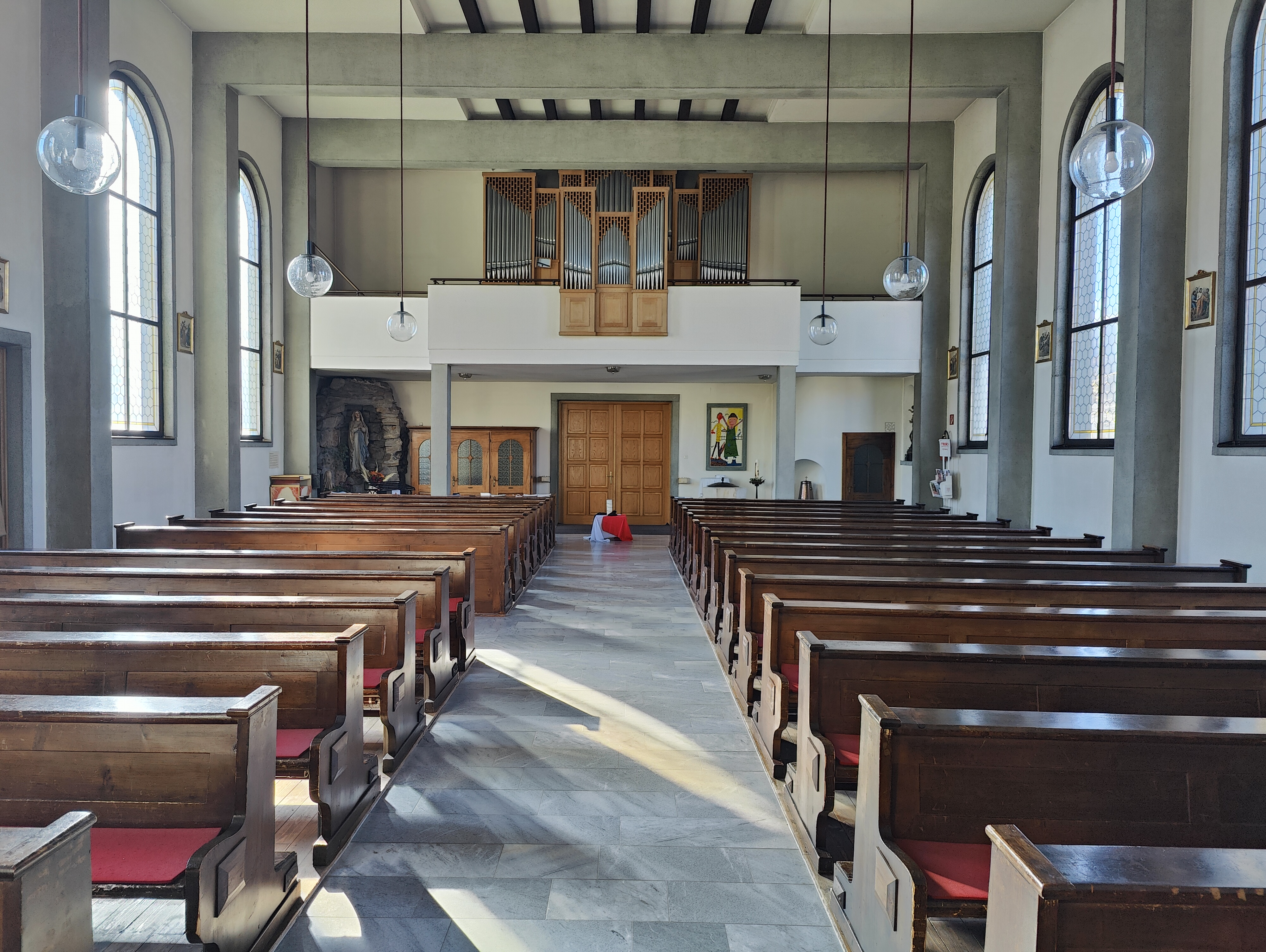
Empore und Orgel